# Jack Ferguson
John Farquharson Ferguson, detto Jack (Sydney, 12 aprile 1922 – Gold Coast, 15 dicembre 1993), è stato un pallanuotista australiano, che ha partecipato alle Olimpiadi del 1948, assieme al fratello Leon.
Al torneo olimpico, ha conosciuto la futura moglie, l'atleta June Maston.